# Communauté rurale de Yang-Yang
La communauté rurale de Yang-Yang est une communauté rurale du Sénégal située au nord-ouest du pays. 
Créée en 2011, elle fait partie de l'arrondissement de Yang Yang, du département de Linguère et de la région de Louga.
Son chef-lieu est Yang-Yang.